# Stéfanos Stefanópulos
Stéfanos Stefanópulos (en grec: Στέφανος Στεφανόπουλος) (Pirgos, 1898 - Atenes, 1982) fou un polític grec. De tendència conservadora moderada, fou Primer Ministre de Grècia entre 1965 i 1966.